# Carlos Acosta
Carlos Acosta, né le 2 juin 1973 à La Havane (Cuba), est un danseur de ballet, acteur de cinéma et écrivain cubain. Au cours de sa carrière, il a intégré plusieurs compagnies de ballet dont l’English National Ballet, le Ballet national de Cuba, le Houston Ballet ou encore l’American Ballet Theatre. Il est également membre permanent du Royal Ballet depuis 1998 et a été promu Principal Guest Artist (artiste invité principal) en 2003.

## Biographie
Carlos Acosta est un métis de parents espagnol et africain. Son père, Pedro Acosta, est chauffeur de camion ; sa mère, sans emploi, souffre de maladies chroniques. Il est le cadet d’une famille pauvre de onze enfants et a grandi dans l’un des quartiers les plus défavorisés de la ville. Il n'avait pas de jouet et, comme ses frères et sœurs, partait mendier parfois sans chaussures. Il pratiquait le football et la breakdance.
Hyperactif et dissipé, Carlos Acosta est inscrit, contre son gré, à l'École nationale du Ballet cubain (Escuela Nacional de Ballet) par son père, qui voyait ainsi un moyen de lui inculquer la discipline. Il y suit des cours de danse aux côtés de professeurs de renom parmi lesquels Ramona De Sàa. Il est diplômé en juin 1991, avec une mention et la médaille d’or.
Son physique athlétique le fait souvent comparer aux danseurs étoiles russes Mikhail Baryshnikov ou Rudolf Noureev. Encore adolescent, Carlos Acosta est considéré dans le milieu de la danse comme l’étoile montante du ballet cubain dès le milieu des années 90. Après avoir interprété des rôles importants dans des compagnies de danse réputées en Amérique du Nord et en Europe, il entre au Ballet de Houston. Carlos Acosta rejoint ensuite le Royal Ballet au Royaume Uni en 1998. Nadine Meisner, journaliste au quotidien britannique The Independent, décrit Acosta comme « A dancer who slashes across space faster than anyone else, who lacerates the air with shapes so clear and sharp they seem to throw off sparks. »,.
Acosta est marié à Charlotte Holland, une écrivaine et ancien mannequin britannique. Ils ont une petite fille,,.

## Compagnies et rôles
De 1989 à 1991, Carlos s’est produit à travers le monde entier avec différentes compagnies, parmi lesquelles la Compagnia Teatro Nuovo di Torino en Italie - où il a dansé aux côtés de Luciana Savignano – ou encore la troupe Teatro Teresa Carreño de Caracas au Venezuela.
Sur invitation d'Ivan Nagy, Carlos fait partie du Ballet national anglais à Londres pendant la saison 1991/92. Il a fait ses débuts dans les Danses Polovtsiennes de l’opéra Le Prince Igor et est aussi apparu dans Cendrillon (Cinderella) - aux côtés de ses partenaires Eva Evdokimova et Ludmila Semenyaka -, Le Spectre de la rose, Les Sylphides et a incarné le Prince dans Casse-noisette de Ben Stevenson.

### Ballet nacional de Cuba
Acosta est membre du Ballet nacional de Cuba sous la direction artistique d'Alicia Alonso en 1992 et 1993. Il est nommé danseur étoile de cette compagnie en 1994. Il participe à la tournée de cette compagnie à Madrid en octobre en 1993 et septembre 1994. Il y danse les personnages d'Albrecht dans Giselle, de Basile dans Don Quichotte et celui de Siegfried dans le Le Lac des cygnes.

### Ballet de Houston
En novembre 1993, il est invité par Ben Stevenson, le directeur artistique du Houston Ballet, à rejoindre la troupe comme danseur principal. Il fait alors ses premiers pas sur la scène américaine dans le rôle du Prince dans Casse-noisette dans de nombreuses représentations, parmi lesquelles :
- Le Lac des cygnes dans le rôle du Prince Siegfried
- La Bayadère, rôle de Solor
- Don Quichotte, rôle de Basilio
- Études d'Harald Lander, dans le 1er rôle masculin
- Symphony in D de Jiri Kylian,
- Le Sacre du printemps.

En 1997 il créa le rôle de Frederick dans le Dracula de Ben Stevenson, et en 1998, celui de Misgir dans The Snow Maiden.

### Royal Ballet
En 1998 Carlos rejoint le Royal Ballet sous la direction du danseur et chorégraphe Anthony Dowell. Il y restera 10 ans avant de devenir indépendant. Ses rôles avec la compagnie ont été les suivants :
- In the Middle, Somewhat Elevated de William Forsythe – qui fut sa première apparition avec la compagnie.
- Jean de Brienne dans Raymonda Act III de Rudolf Noureev
- Colas dans La Fille mal gardée de Frederick Ashton,
- Siegfried dans Le Lac des cygnes,
- Actaeon dans The Diana et Actaeon Pas de Deux,
- Le Frère dans My Brother, My Sisters de Kenneth MacMillan
- Albrecht dans Giselle
- Le Garçon principal dans Rhapsody.
- Le Solo de l’homme dans Le Corsaire de Marius Petipa - pour la journée d’ouverture du Royal Opera House.

En 1999-2000, il interprète :
- Remanso de Nacho Duato
- Le Prince dans Casse-noisette
- Solo Boy dans Gloria de Kenneth MacMillan
- L'Après-midi d'un faune de Vaslav Nijinsky
- Des Grieux dans Manon de Kenneth MacMillan
- Le Messager de la Mort dans Song of the Earth
- Shadowplay d’Antony Tudor

### Artiste invité
Acosta est artiste invité de l'American Ballet Theatre au cours de la saison d'été 2002 du Metropolitan Opera lorsqu'il danse le Prince Désiré de l'acte III de La Belle au bois dormant, Oberon dans Le Rêve (Frederick Ashton, 1964), Colas dans La Fille mal gardée et Conrad dans Le Corsaire. Il intègre l'ABT (alors sous la direction artistique de Kevin McKenzie) comme danseur étoile tout au long de la saison d'automne 2003 au New York City Center où il danse le Pas de deux du Lac des Cygnes (Tchaikovsky) ainsi que le Grand Pas Classique d'une nouvelle mise en scène de Raymonda.
Au cours de la saison 2001-2002 il fait ses débuts en tant que Basile dans la version Rudolf Noureev de Don Quichotte. Il danse le rôle-titre de l'Apollo du chorégraphe George Balanchine. Il a enfin créé les rôles dans Hidden Variables de Ashley Page et dans 3:4 de William Tuckett.
Plus récemment, Acosta fait une brillante carrière en tant qu'artiste invité sur les scènes internationales aux États-Unis, en Russie, aux Pays-Bas, au Chili, en Argentine, en Grèce, au Japon, en Italie, en Allemagne et en France. Il est invité pour la première fois par l'Australian Ballet en juin 2008 pour danser Afternoon of a faun de Jerome Robbins (1954) avec Kirsty Martin, étoile de l'Australian Ballet, pour partenaire.

## Prix et distinctions
- Médaille d’or du Prix de Lausanne (1990).
- Grand Prix au 4e Concours international de danse de Paris (1990).
- Prix Vignale Danza en Italie (1990).
- Prix Frédéric-Chopin, reçu par Polish Artistic Corporation (1990).
- Prix du mérite de la compétition du Jeune Talent, Positano, Italie (1991).
- Prix Osimodanza, Italie (1991).
- Grand Prix de l’Union of Writers and Artists (UNEAC) (1991).
- Dance Fellowship de la Princess Grace Foundation, États-Unis (1995)[6].
- Proposé pour un Olivier Award en 2004.
- Prix Benois de la Danse (2008).
- Commandeur de l'ordre de l'Empire britannique (CBE). Cette distinction lui a été conférée à l'occasion de la Nouvelle Année 2014 pour service rendu au ballet[7].
- Lifetime Achievement Award, Prix de Lausanne (2023)[8].

## Télévision et films ayant trait à Acosta
En 1997, CBS News réalisent un film sur Acosta pour leur programme 60 Minutes (diffusé en janvier 1998). Ils suivent le danseur pendant ses représentations au Houston Ballet ainsi qu'avec ses amis ou en famille à Cuba.
Les enregistrements pour la télévision concernent deux émissions de la BBC réalisées depuis le Royal Opera House: la cérémonie d'ouverture en Décembre 1999 lorsqu'Acosta exécute le solo masculin du Corsaire; puis, en Février 2000 lorsqu'il danse le rôle de Franz dans le Coppélia chorégraphié par Ninette de Valois. Plus récemment, Acosta est impliqué dans  The Reluctant Ballet Dancer, un programme faisant partie de la série Imagine présenté par Alan Yentob et diffusé sur les antennes de la BBC le 9 juillet 2003. Il est également interviewé pour le programme HardTalk de la BBC diffusé le jour de Noël 2003. Il est filmé en 2006 dans les studios de la BBC dans les studios de la BBC dansant un extrait de Tocororo puis diffusé dans le cadre du programme Newsnight
Le 5 février 2004, L'avant-première de Dance Cuba: Dreams of Flight, un film de Cynthia Newport présentant Acosta et d'autres membres du Ballet National de Cuba, est projeté dans le cadre du Festival international du film de Miami.
Acosta parait également comme un des personnages principaux dans un passage de film New York, I Love You réalisé par Natalie Portman.

## Tocororo - Un conte cubain
Tocororo est un ballet chorégraphié par Acosta. C'est l'histoire d'un jeune garçon cubain qui quitte sa campagne et sa famille pour la ville afin d'y trouver une nouvelle vie. Ce conte est très proche de la propre vie d'Acosta. La musique originale de Miguel Nuñez associe des styles cubains populaires à de la musique symphonique. Elle est interprétée par un groupe de cinq musiciens cubains.
Acosta choisit 17 danseurs chevronnés parmi les compagnies Danza Contemporanea de Cuba, Ballet National cubain et Conjunto Folklorico Nacional de Cuba. Le rôle du jeune protagoniste est tenu par Yonah Acosta, un neveu d'Acosta. Le rôle central est assuré par José Oduardo Perez pour six représentations.

## Discographie
Sont/ont été publiés en France :
- 1er novembre 2007 : Sylvia, Opus Arte, 1 DVD, ASIN: B000WMHTAU;
- 12 juin 2008 : La Fille Mal Gardée, Opus Arte, 1 DVD, ASIN: B0018MRAZC, indisponible; ASIN:
- 1er décembre 2008 : Spartacus, Decca, 1 DVD, ASIN: B001BWQVVS;
- 29 septembre 2009 : Romeo & Juliet [Blu-ray] [Import anglais], Decca, 1 DVD, ASIN: B002E2M5OG (Avec Tamara Rojo);
- 17 novembre 2009 : L'histoire de Manon, Decca, 2 DVD, ASIN: B002NEZ0D8 (Avec Tamara Rojo), indisponible;
- 5 janvier 2011 : La Bayadère, Opus Arte, 1 Blu-ray, ASIN: B01I05M36K (Avec Tamara Rojo;
- 23 novembre 2011 : Les patineurs, Divertissement, Scènes de ballet, Opus Arte, 1 DVD, ASIN: B005THVW88;
- 13 octobre 2014 : Gisèle, Opus Arte, 1 DVD, ASIN: B00M428DPQ (Avec Natalia Osipova);
- ? : Don Quixote, Opus Arte, 1 DVD, ASIN: B01I05KF38;
- 25 septembre 2015 : Royal Ballet Classics, Carlos Acosta Dances, Opus Arte, 3 disques Blu-ray, ASIN: B012SEF1GS;
- 16 mai 2016 : The Royal Ballet; Viscera - Carmen - Après-midi d'un faune - Tchaikovski pas de deux, Opus Arte, 1 Blu-ray, ASIN: B01DEAH9SI.

## Filmographie
- 2009 : New York, I Love You, le plus connu
- 2013 : Day of the Flowers
- 2016 : Our Kind of Traitor
- 2019 : Yuli de Iciar Bollain : lui-même, adulte (ce film est un biopique consacré à la vie de Carlos Acosta)

## Littérature
- La cachette du diable, Kero, 4 juin 2015 (ASIN B01F0FOFBE);
- (en), (fr) Pig's Foot (trad. Frank Wynne), Bloomsbury Publishing PLC, 9 décembre 2014 (ASIN B00QCKYSG4);
- (en) No Way Home: A Dancer's Journey from the Streets of Havana to the Stages of the World, Scribner Book Company Inc, 30 décembre 2008 (ASIN B00XV3YGKI);
- (en) No Way Home: A Cuban Dancer's Story, HarperPerennial, 1er juillet 2008 (ASIN B00L76OGC4);
- (es) El Modo Simple De Tomar Decisiones omplejas, Hemisferio Sur Editorial, 2000 (ISBN 9505046219);